# Taliata
Римско утврђење Taliata је утврђење на локалитету Велики Градац код Доњег Милановца, које се налазило око 2 km узводно од Поречке реке, непосредно уз поток Папреницу. Било је постављено на 200-250 м од десне обале Дунава, на изузетно важном стратешком месту. Постојање рушевина на Великом Градцу први је забележио Марсиљи, а затим га помињу и други путописци и истраживачи. Истраживања мањег обима на овом локалитету била се реализована 1958, од 1960. до 1962. и 1965. године, а тек 1966. године извршена су испитивања већег обима. У току ископавања нађени су остаци четири основна грађевинска периода. Утврђење је имало скоро квадратну основу, димензија 134×126 метара. Претпоставља се да му је претходило скромно утврђење на Малом Градцу, димензија 50×40 метара, које се налазило у непосредној близини.
Првом грађевинском периоду припада бедем из I века, најстарији хореум и неколико фрагмената истражених грађевина у јужном и централном делу логора. Камени бедем је био дебљине од 0,9 до 1 м. На основу извесних конструктивних елемената утврђено је постојање дрвено-земљане шетне стазе, што показује да је првобитно утврђење било саграђено од камена у комбинацији са дрветом и земљом.
У другом грађевинском периоду саграђен је знатно масивнији бедем, дебљине око два метра. Калдрмисане улице спајале су јужну и северну, односно источну и западну капију, које су биле ојачане кулама правоугаоне основе. На угловима кастела подигнуте су увучене трапезоидне куле. На северном бедему, између угаоних кула и капије, налазила се по једна увучена правоугаона кула са спољним ојачањем. Судећи према налазима црепова, правоугаоне куле капија имале су кровни покривач. У унутрашњости утврђења откривени су у целини хореум и конструкција непознате намене. Градња другог логора може се датовати у другу половину III века. О томе сведоче нумизматички налази и неке конструктивне особине бедема и кула (примена либажних слојева од 2 до 3 а понекад 4 реда опека). Крај касноантичког кастела може се приписати хунским најездама у првим деценијама V века.
Изградња трећег утврђења се доводи у везу са обновом дунавске границе на попчетку Јустинијанове владавине (527—565). Тада је извршено обнављање бедема – правоугаоне куле су делом надзидане – сачувана је само северна капија, док су остале зазидане. На угловима кастела су подигнуте нове, пространије куле кружне основе. Уз северну капију је саграђен нови хореум са тремом, а уз западну, која је била претворена у баптистериј, прислоњена је једнобродна црква са нартексом и анексом. Треће утврђење на Великом Градцу страдало је у великом пожару који се може довести у везу са аварским операцијама 595-596. године.
Четврти и последњи грађевински период припада XI-XII веку. Обележен је поправком бедема и гробљем на редове које је настало на рушевинама рановизантијске базилике. Откривено је 105 скелетних гробова, а прилози су нађени само у 23 гроба. Истраживања Великог Градца остала су недовршена. Резултати до којих се дошло не пружају одговор на многа питања о унутрашњој структури сукцесивних логора.